# Kocsord megállóhely
Kocsord megállóhely egy Szabolcs-Szatmár-Bereg vármegyei vasúti megállóhely Kocsord településen, a helyi önkormányzat üzemeltetésében. A központ közelében helyezkedik el, közúti elérését a 49-es főútból kiágazó 41 325-ös számú mellékút biztosítja.

## Vasútvonalak
A megállóhelyet az alábbi vasútvonalak érintik:
- Nyíregyháza–Mátészalka–Zajta-vasútvonal

## Kapcsolódó állomások
A megállóhelyhez az alábbi állomások vannak a legközelebb:
- Mátészalka vasútállomás (Nyíregyháza–Mátészalka–Zajta-vasútvonal)
- Kocsord alsó vasútállomás (Nyíregyháza–Mátészalka–Zajta-vasútvonal)

## Forgalom
| Járat                   | Útvonal | Gyakoriság               |
| ----------------------- | --- | ------------------------ |
| személyvonat            | Debrecen – Debrecen-Csapókert – Apafa – Dombostanya – Hajdúsámson – Tamásipuszta – Aradványpuszta – Nyíradony – Nyírmihálydi – Nyírgelse – Nyírbogát – Nyírbátor – Nyírcsászári – Hodász – Nyírmeggyes – Mátészalka (– Kocsord – Kocsord alsó – Tunyogmatolcs – Tunyogmatolcs alsó – Fehérgyarmat)                      | 2 óránként               |
| személyvonat            | Csenger – Porcsalma-Tyukod – Ököritófülpös – Győrtelek alsó – Győrtelek – Kocsord alsó – Kocsord – Mátészalka | Napi 2 pár               |
| Hétmérföldes sebesvonat | Zajta → Rozsály → Gacsály → Jánkmajtis → Kisszekeres → Nagyszekeres → Penyige → Fehérgyarmat → Tunyogmatolcs alsó → Tunyogmatolcs → Kocsord alsó → Kocsord → Mátészalka → Nyírbátor → Nyírbogát → Nyírgelse → Nyírmihálydi → Nyíradony → Hajdúsámson → Debrecen → Ferihegy → Kőbánya-Kispest → Zugló → Budapest-Nyugati | Vasárnap 1 Budapest felé |
| Kraszna InterCity       | (közvetlen kocsi: Budapest-Nyugati) Debrecen – Nyíradony – Nyírbátor – Mátészalka – Kocsord – Kocsord alsó – Tunyogmatolcs – Tunyogmatolcs alsó – Fehérgyarmat | Napi 1 pár               |